# Triaenodes manni
Triaenodes manni là một loài Trichoptera trong họ Leptoceridae. Chúng phân bố ở miền Australasia.